# 比特利亞
48°58′41″N 22°59′35″E / 48.97806°N 22.99306°E
比特利亞（烏克蘭語：Бітля），是烏克蘭西部的村莊，隸屬利維夫州的桑比爾區。該村面積2.4平方公里，海拔高度674米，2001年人口1,101，人口密度每平方公里458.75人。